# جوليان دوبيوك
جوليان دوبيوك Julien Dubuque (يناير 1762 - 24 مارس 1810) كان كنديًا من أصل نورماندي   من منطقة شومبلان في كيبيك. وقد وصل إلى مكان قريب من موقع المدينة التي تسمى حاليا دوبيوك في آيوا والتي سميت باسمه.
وكان من أوائل الرجال الأوروبيين الذين استقروا في المنطقة. وحصل في البداية على إذن من شعب ميسكواكي لاستخراج الرصاص في عام 1788،  وهو ما أكده الإسبان، الذين قدموا له منحة أرض في عام 1796. 
بمجرد حصوله على إذن من ميسكواكي لقيادة المنجم، بقي دوبيوك في المنطقة لبقية حياته. وقد أصبح صديقًا لرئيس ميسكواكي المحلي بيوستا - الذي سُميت مدينة بيوستا القريبة بولاية آيوا باسمه. ويعتقد على نطاق واسع أن دوبيوك تزوج من ابنة بيوستا، واسمها بوتوسا. 

## صور

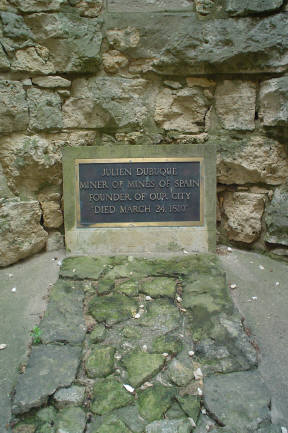
قبر دوبيوك
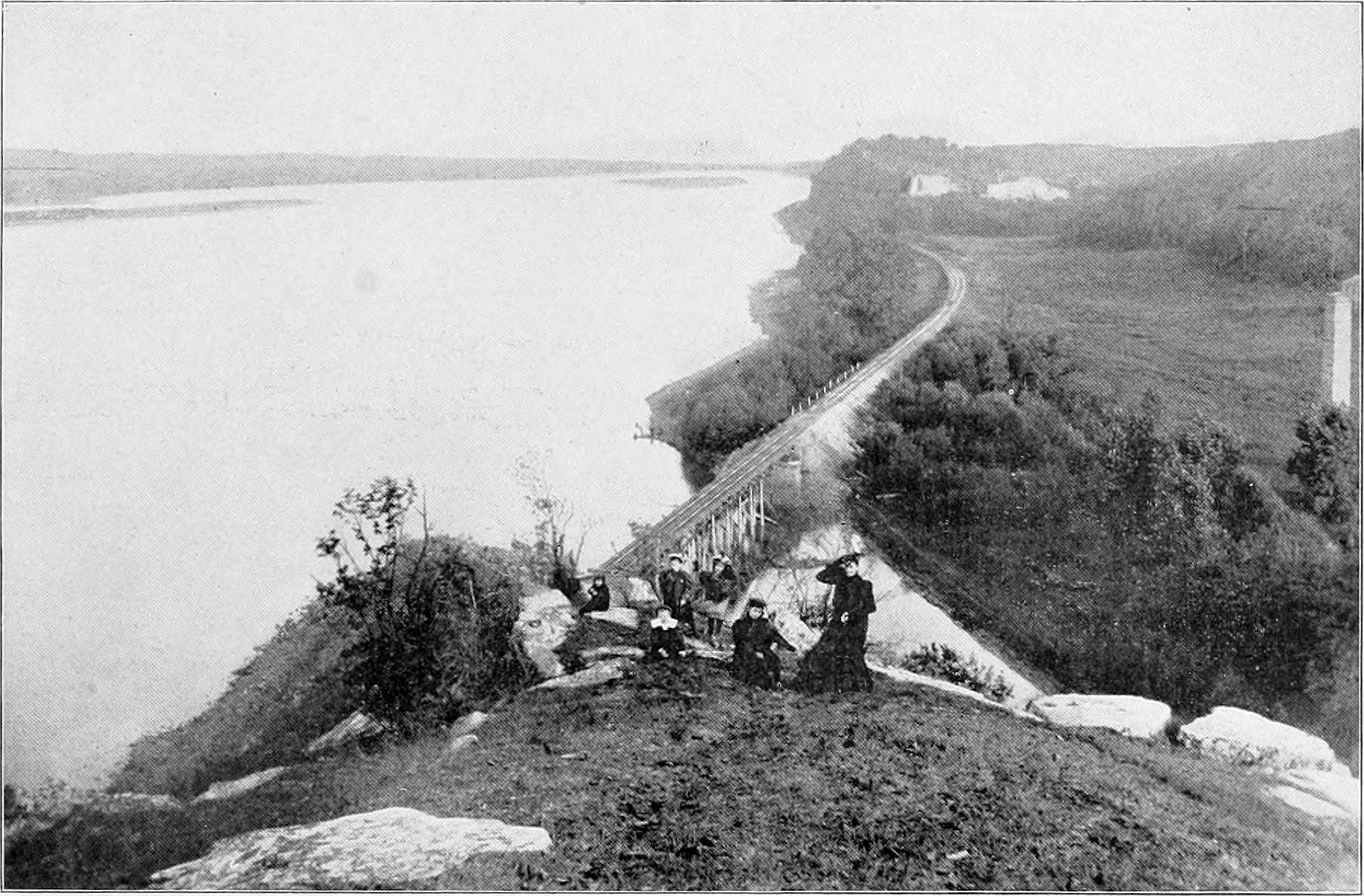
مقبرة دوبيوك، 1897
Chief Peosta's gravesiteقبر الرئيس بيوستا